# ヘイルシャム子爵
ヘイルシャム子爵（英語: Viscount Hailsham）はイギリスの子爵位。連合王国貴族。
1928年に政治家ダグラス・ホッグが叙されたのに始まる。

## 歴史

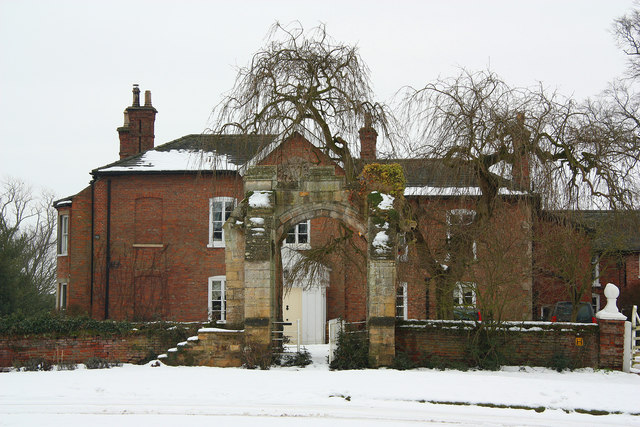
一族の邸宅であるケトルソープ・ホール

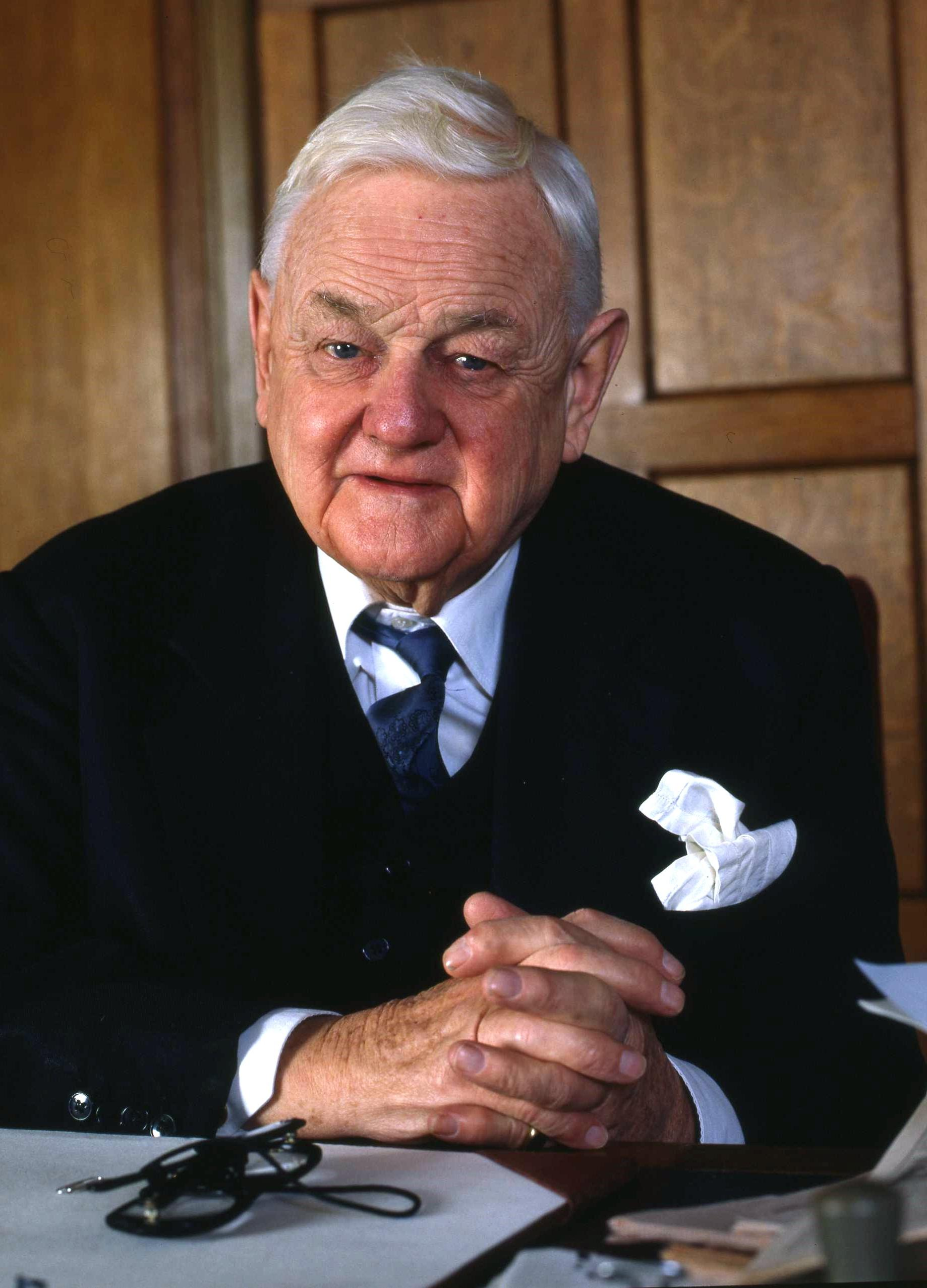
2代子爵クィンティン・マクガーレル・ホッグ
爵位一代放棄を行ったのち、閣僚職を歴任した。

保守党の政治家で閣僚職を歴任したダグラス・マクガーレル・ホッグ(1872–1950)は、1928年にサセックス州ヘイルシャムのヘイルシャム男爵(Baron Hailsham, of Hailsham in the County of Sussex)、ついで1929年にサセックス州ヘイルシャムのヘイルシャム子爵(Viscount Hailsham, of Hailsham in the County of Sussex)に叙せられた（どちらも連合王国貴族）。
その息子である2代ヘイルシャム子爵クィンティン・マクガーレル・ホッグ(1907–2001)も保守党の政治家として閣僚職を歴任したが、貴族院議員であることは政治家としてのキャリアアップに不利と判断し、1963年7月に制定された貴族法の規定を使って爵位一代放棄を行い、庶民院議員に転じている。しかし1970年には一代貴族たるサセックス州ハーストモンシューの,メリルボーンのヘイルシャム男爵(Baron Hailsham of St Marylebone, of Herstmonceux in the County of Sussex)を受けて再び貴族院議員に戻っている。
現在の当主はその息子である第3代ヘイルシャム子爵ダグラス・マーティン・ホッグ(1945-)である。彼も保守党の政治家であり、2015年10月12日に一代貴族としてリンカンシャー州ケトルソープの,ケトルソープのヘイルシャム男爵(Baron Hailsham of Kettlethorpe, of Kettlethorpe in the County of Lincolnshire)に叙されている。

一族の邸宅は、リンカンシャー州ケトルソープ近郊に位置するケトルソープ・ホール。

## 現当主の保有爵位
現当主である第3代ヘイルシャム子爵ダグラス・ホッグは、以下の爵位を有する。
- サセックス州ヘイルシャムのヘイルシャム子爵(Viscount Hailsham, of Hailsham in the County of Sussex)
(1929年7月4日の勅許状による連合王国貴族爵位)
- サセックス州ヘイルシャムのヘイルシャム男爵(Baron Hailsham, of Hailsham in the County of Sussex)
(1928年4月4日の勅許状による連合王国貴族爵位)
- リンカンシャー州ケトルソープの,ケトルソープのヘイルシャム男爵(Baron Hailsham of Kettlethorpe, of Kettlethorpe in the County of Lincolnshire)
(2015年10月12日の勅許状による連合王国一代貴族爵位)

## ヘイルシャム子爵 (1929年)
- 初代ヘイルシャム子爵ダグラス・マクガーレル・ホッグ（英語版） (1872–1950)
- 2代ヘイルシャム子爵クィンティン・マクガーレル・ホッグ (1907–2001) 
  - 1963年に爵位を一代放棄。1970年に一代貴族メリルボーンのヘイルシャム男爵
- 3代ヘイルシャム子爵ダグラス・マーティン・ホッグ（英語版） (1945-)
  - 法定推定相続人は現当主の息子クィンティン.・ジョン・ネイル・マーティン・ホッグ(1973-)